# Charaxini
Tribu
La tribu des Charaxini comprend des lépidoptères de la famille des Nymphalidae, de la sous-famille des Charaxinae avec le genre Charaxes dont la distribution englobe l'Afrique, l'Asie et l'Océanie. Seule l'espèce Charaxes jasius atteint le sud de l'Europe (côtes méditerranéennes).

## Systématique
- Anciennement, la tribu comprenait plusieurs genres (Charaxes – Polyura – Stonehamia – Viridixes – Zingha)
- Selon une autre opinion, la tribu se compose du seul genre Charaxes subdivisé en plusieurs sous-genres et groupes d'espèces. Cette classification est basée sur une phylogénie moléculaire du genre Charaxes[1].

Sous-genre Charaxes Ochsenheimer, 1816
- Groupe zingha
- Groupe hadrianus
- Groupe cynthia
- Groupe varanes
- Groupe jasius
- Groupe lucretius
- Groupe candiope
- Groupe bernardus
- Groupe tiridates
- Groupe nobilis
- Groupe acraeoides

Sous-genre Eriboea Hübner 1819
- Groupe eupale
- Groupe solon
- Groupe jahlusa
- Groupe hildebrandti
- Groupe etesipe
- Groupe anticlea
- Groupe etheocles

Sous-genre Euxanthe Hübner, 1819
- Groupe Euxanthe
- Groupe lycurgus

Sous-genre Polyura Billberg, 1820 (une phylogénie plus récente du sous-genre Polyura dénombre deux groupes distincts supplémentaires)
- Groupe pyrrhus
- Groupe pleione
- Groupe zoolina

Sous-genre non décrit
- Groupe nichetes